# Kostel svatého Víta (Zahrádka)
Kostel svatého Víta je jednolodní románsko-gotická stavba s věží, pozůstatek městečka Zahrádka, přináležející k obci Horní Paseka v okrese Havlíčkův Brod v Kraji Vysočina. Stojí na břehu přehradní nádrže Švihov na řece Želivce, 11 km jižně od Ledče nad Sázavou a 500 m západně od silnice II/130. Je chráněn jako kulturní památka České republiky. O záchranu historicky i umělecky cenné stavby usiluje občanské sdružení Přátelé Zahrádky. Kostel je přístupný při Zahrádecké pouti v sobotu po svátku sv. Víta (15. června), kterou sdružení organizuje. Kostel je ve vlastnictví státu, jeho správcem je Národní památkový ústav.

## Historie
Roku 1219 daroval král Přemysl Otakar I. Zahrádku Vyšehradské kapitule, roku 1327 se zmiňuje jako oppidum a kostel byl ve 14. století farní. Patrně kolem poloviny 13. století vznikla na severní straně náměstí současná stavba kostela, která se přes různé přestavby zachovala. Někdy v 18. století byl barokně upraven, proražena nová okna, vznikl nový plášť s barokními lizénami, průčelím a štítem a věž dostala barokní zvonovou střechu. Kostel byl opravován roku 1852 a v letech 1976–1979 proběhl záchranný průzkum, při němž byly objeveny rozsáhlé zbytky fresek z doby kolem 1300. Od roku 2000 probíhají práce na záchranu a restaurování stavby.

### Socha pro Josefa Toufara
V roce 2017 (25. února) byla v bývalé sakristii v podvěží na boku presbyteria umístěna bronzová socha faráře Josefa Toufara, připomínající jeho mučednickou smrt z rukou komunistických "bezpečnostních" orgánů dne 25. února 1950. Josef Toufar působil v Zahrádce v letech 1940-1948 před svým odchodem do Číhošti. Autorem sochy je Olbram Zoubek.

## Popis
U přístupové cesty před kostelem stojí sloup se sochou P. Marie Bolestné z roku 1738 a kamenná kašna, obojí přeneseno ze zatopeného náměstí.

### Exteriér

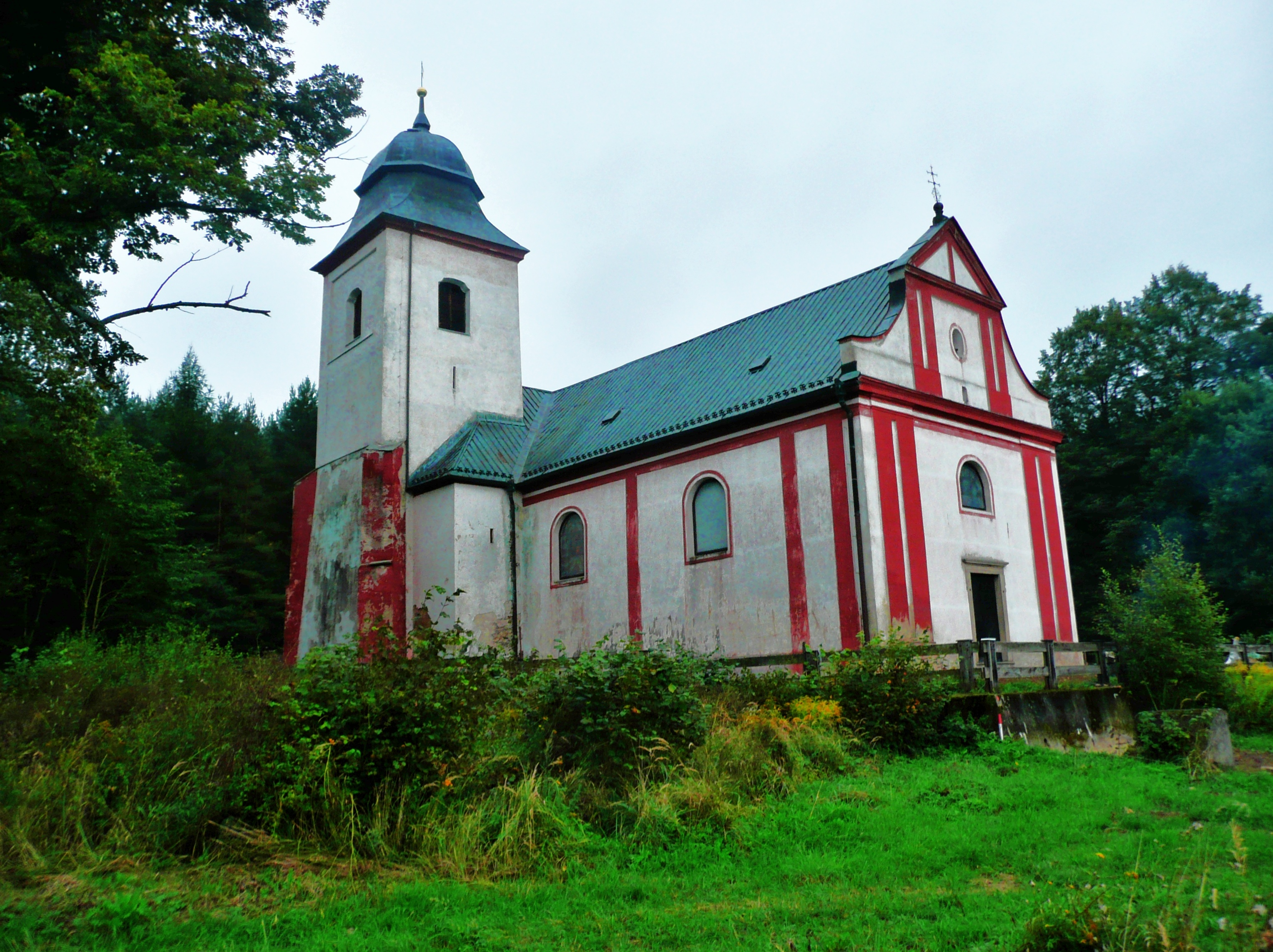
Pohled na kostel od severozápadu.

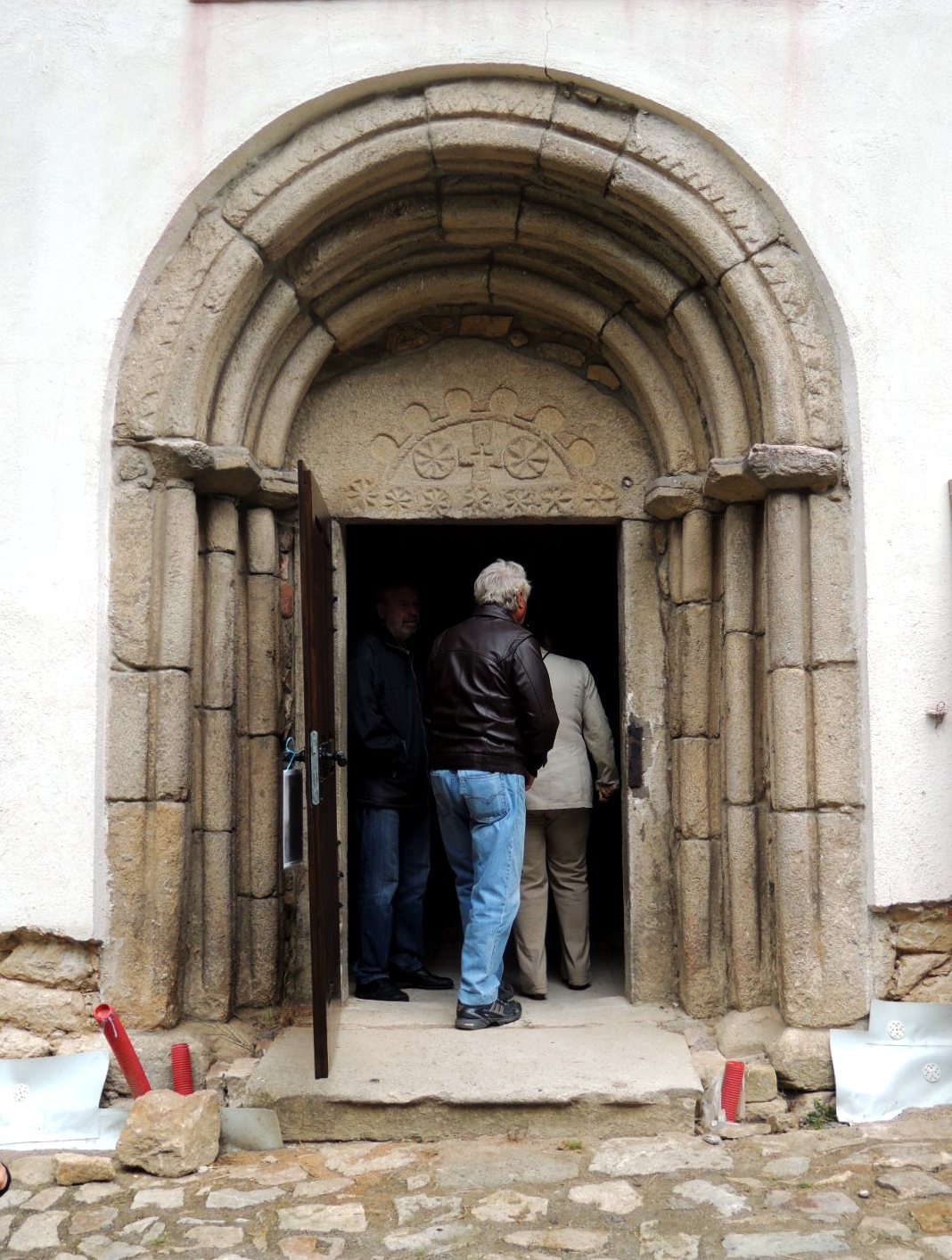
Portál v jižní stěně.

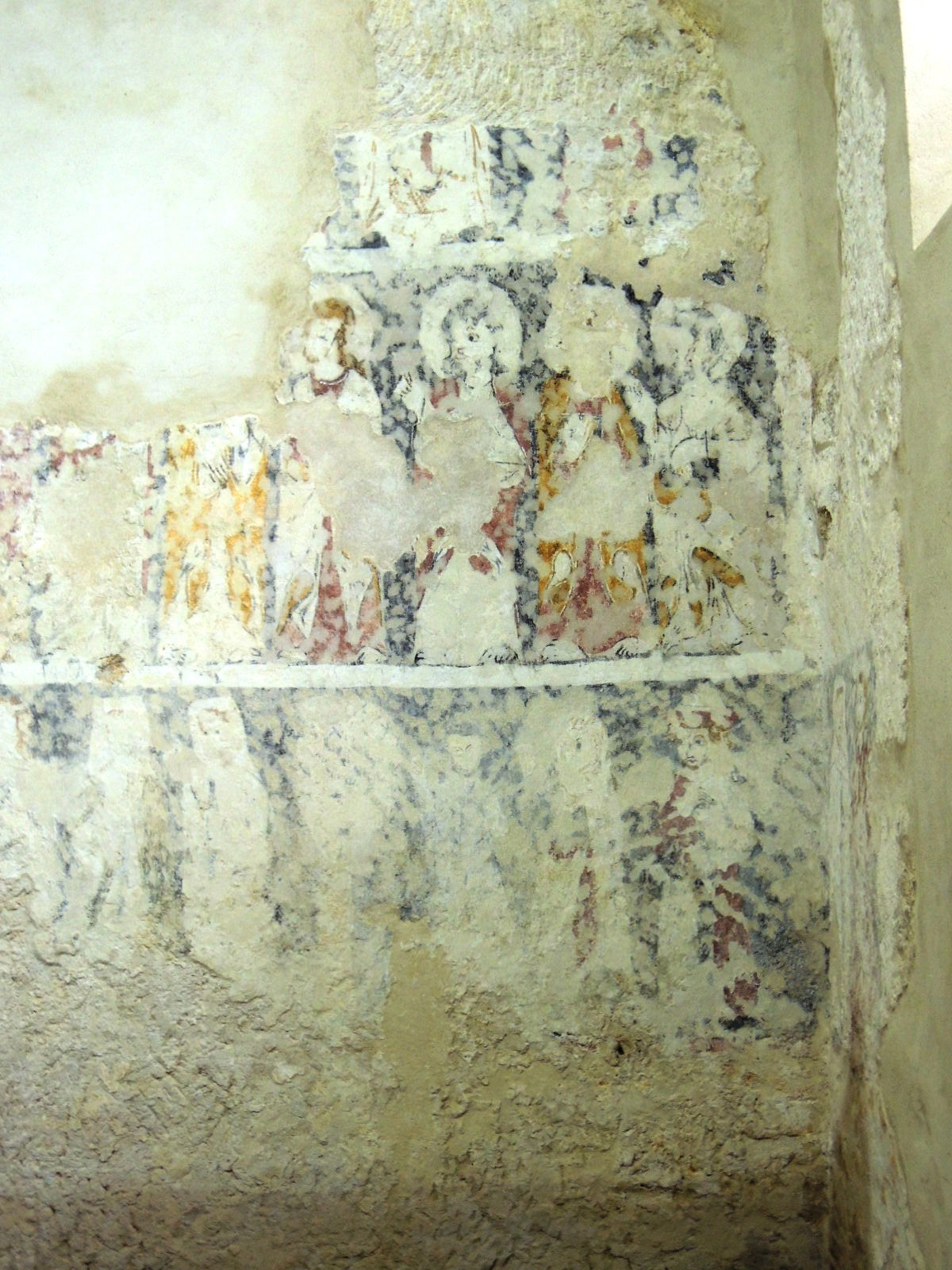
Zbytky fresek v presbytáři

Jednolodní kostel s obdélnou lodí a přibližně čtvercovým odsazeným presbyteriem, ke kterému je připojena věž mírně deformovaného čtvercového půdorysu. Exteriér lodi a presbyteria má barokní architektonické členění, věž má na severních nárožích a v místě napojení na severovýchodní nároží presbyteria hranolové opěrné pilíře. Věž je opatřena barokní zvonovitou střechou, střecha lodi je sedlová se západním střešním štítem a valbovým přechodem do sedlové střechy presbyteria na východě zvalbené.
Na jižní straně lodi je situován žulový pozdně románský ústupkový portál s tympanonem. V ostění i záklenku probíhají tři ústupky s výraznými oblouky na hranách. V patě záklenku probíhá výrazná jednoduše profilovaná římsa. Záklenek je na vnější straně lemován jemnou klikatkou. V mělkém reliéfu tympanonu je v centru umístěn kříž, doplněný dvěma slunci. Plocha tympanonu je lemována mělce vyznačeným obloučkovým vlysem, spodní hrana řadou drobných hvězdic. Západní portál pochází z barokní výstavby, stejně jako půlkruhem zaklenutá okna lodi i presbyteria. Západní střešní štít je tabulový s projmutými postranními křídly a trojúhelným tympanonem ve vrcholu. Korunní římsa lodi i presbyteria je barokní, s omítkovým profilem.

### Interiér
Obdélná loď je plochostropá, s podklenutou kruchtou a zvenčí přístupným točitým schodištěm u západní stěny. Triumfální oblouk je půlkruhově zaklenutý. Presbyterium je zaklenuté barokně. V severní stěně je umístěno gotické sanktuarium s kovanou mříží. V západní části severní stěny presbyteria je umístěn gotický portálek vstupu do sakristie v přízemí věže. Na stěnách presbyteria i lodi byly při průzkumech odhaleny rozsáhlé zbytky raně gotických fresek světců, v dolním pásu byla podle prof. Toroně snad galerie Přemyslovců. Křížová žebrová klenba sakristie má ve vrcholu dutý svorník. Dlažba sakristie je gotického původu.
V roce 1944 byla v kostele provedena rekonstrukce oken. Návrh sedmi barevných vitráží provedl František Fišer a vyrobilo je Umělecké sklenářství Jiřička-Coufal.

#### Zvony
V kostele byly před druhou světovou válkou zvony svatý Václav (94 kg) a svatá Vilemina (38 kg). Oba zvony byly zrekvírovány nacisty a odvezeny 3. března 1942. Po válce pak místní kněz Josef Toufar zařídil odlití nového 31kg zvonu u První moravské zvonárny v Brně-Husovicích. Zvon stál 3 749 Kčs. V sobotu 26. října 2019 byl ve věži umístěn nový zvon - zvon Josef Toufar. Je na něm reliéf - vyobrazení celkového pohledu na zaniklý městys Zahrádka. Hmotnost (včetně srdce a dřevěné hlavice) je 260 kg a je naladěn na základním tónu d2. Spodní průměr měří 69 cm. Nový zvon požehnal římskokatolický diecézní biskup královéhradecký Mons. Jan Vokál za přítomnosti děkana P. Jana Bárty. Slavnostního požehnání a vyzdvižení nového zvonu se zúčastnilo asi tisíc lidí. Vznik zvonu iniciovala Lenka Lhotková. Na její popud uspořádal spolek Přátelé Zahrádky veřejnou sbírku na jeho pořízení. Nový zvon odlil zvonař Petr Rudolf Manoušek ve svém zvonařství v nizozemském Aspenu. Dle jeho slov si nový zvon pro kostel sv. Víta v Zahrádce objednal u jeho dědy ještě P. Josef Toufar, k čemuž však už nedošlo. Nový zvon byl pořízen v roce 800. výročí vzniku obce (poté městyse) Zahrádka.

## Průzkum a záchrana
Kostel je pozůstatkem někdejšího městečka Zahrádka, které zaniklo v 70. letech 20. století při budování přehrady na řece Želivka. Kostel se tak ocitl na nízkém výběžku na samém břehu, zůstal bez funkčního využití a byl svěřen do správy Národnímu památkovému ústavu. Podloží stavby je od té doby také zavlhčeno. Protože je přehrada zásobárnou pitné vody pro hlavní město Prahu, není do ochranného pásma kolem přehradního jezera dovoleno vstupovat, přístup ke kostelu po zpevněné cestě je však povolen.
Před vybudováním přehrady proběhl v letech 1976 až 1977 v kostele rozsáhlý archeologický, stavebně-historický a restaurátorský výzkum, který jednak prohloubil poznatky o prvotní podobě kostela, jednak také znamenal mimořádně cenný přínos k poznání postupu zakládání a vzniku středověkých venkovských kostelů.
Při příležitosti Hradozámecké noci, konané 30. srpna 2014, byly veřejnosti představeny restaurátorsky zajištěné gotické nástěnné malby v presbyteriu kostela, jejichž záchranu financovala veřejná sbírka organizovaná sdružením Přátelé Zahrádky.